# Фердинанд Савойський
Фердинанд Савойський італ. Ferdinando Maria Alberto Amedeo Filiberto Vincenzo; 15 листопада 1822, Флоренція — 10 лютого 1855, Турин) — герцог Генуезький з 1831 року, італійський воєначальник. Другий син короля Сардинського королівства Карла Альберта і його дружини Марії Терези Тосканської.

## Біографія

### Дитинство
Фердинанд Савойський народився 15 листопада 1822 у Флоренції, Велике герцогство Тосканське в родині  Карла Альберта Савойського і Марії Терези Тосканської. Був молодший братом Віктора Еммануїла Савойського, майбутнього першого короля об'єднаної Італії. З приходом його батька на престол Сардинії, в 1831, отримав титул герцога Генуї.

### Від Песк'єри до призначення королем Сицилії
Після того, як 23 березня 1848 року Сардинське королівство оголосило війну Австрійській імперії, Карл Альберт віддав Фердинанду командування артилерією і за сприяння генерала Доменіко Кйодо доручив йому очолити облогу Песк'єри.
18 травня Фердинанд відкрив вогонь по австрійським військам, присутнім в Песк'єра-дель-Гарда. Після трьох днів обстрілів армія Савойського поставила супротивника в дуже складні умови. 26 травня Фердинанд запропонував генералу фон Рату беззастережну капітуляцію, але, після двадцяти чотирьох годин наданого йому часу, Рат відмовився від цієї капітуляції і продовжив опір завдяки підтримці генерала Йозефа Радецького, який прибув з Риволі-Веронезе.
29 травня відбулася битва при Куртатоні і Монтанарі; з Риволі прибула колона австрійських військових, але їм не вдалося дістатися до місця призначення, оскільки ця область була добре захищена італійськими добровольцями. Потім австрійці були змушені відступити. Після того, як король Карл Альберто отримав звістку про капітуляцію Австрії, він негайно вирушив до Песк'єра-дель-Гарда, де він вшанував Фердинанда золотою медаллю За військову доблесть.
У ніч з 11 на 12 липня 1848 року сицилійський парламент під час сицилійської революції 1848 року призначив Фердинанда королем Сицилії на ім'я Альберто Амедео I, але він відмовився від престолу Сицилійського королівства, щоб не покидати армію П'ємонту, що брала участь у першій війні за незалежність, і в ті дні зазнала поразки в Кустосі.
В березні 1849 року відзначився в битві біля Новари.

## Сім'я і діти
22 квітня 1850, одружився у Дрездені з Єлизаветою Саксонською, дочкою короля Саксонії Йоганна.
В шлюбі народилися:
- Маргарита Савойська (1851-1926); вийшла заміж за свого кузена Умберто I Савойського, з яким мала сина, Віктора-Еммануїла III Савойського, перша королева-консорт Італії.
- Томмазо Савойський (1854-1931); був одружений з Ізабеллою Баварською, з якою мав шістьох дітей.

## Останні роки і смерть
Під час Кримської війни 1855 року повинен був взяти на себе командування п'ємонтським експедиційним корпусом, але його здоров'я не дозволило йому прийняти цю посаду. Його здоров'я не покращилося, і він помер у Турині 10 лютого 1855 року. Поховали в Королівському склепі базиліки Суперга в Турині.
Йому присвячена одна з двох статуй біля входу в Палаццо Чівілє в Турині і міст через річку Стура-Ді-Ланцо на проспекті Джуліо Чезаре. До кінця Другої світової війни в Турині був проспект його імені, нинішній проспект Сполучених штатів.
У Палермо є вулиця з тронним ім'ям, яке він повинен був взяти як король Сицилії, корсо Альберто Амедео.

## Нагороди
- Орден Корони Італії
- Орден Святих Маврикія та Лазаря
- Медаль «За військову доблесть» (Італія)
- Медаль «За військову доблесть» (Італія)
- Орден Андрія Первозванного